# Janez Oblak (duhovnik)
Janez Oblak, slovenski rimskokatoliški duhovnik in prevajalec, * 22. julij 1886, Godešič, † 14. marec 1977, Sv. Lovrenc na Pohorju.

## Življenje in delo
Rojen je bil v kmečko-tesarski družini na Godešiču pri Škofji Loki. Oče mu je bil Jaka, mati mu je bila Marija (rojena Hafner). Osnovno šolo je obiskoval v Škofji Loki, gimnazijo v Kranju, kjer je maturiral leta 1907. Kasneje se vpisal na mariborsko bogoslovje, kjer je bil v duhovnika posvečen julija 1912. Deloval je pri Sv. Juriju ob Ščavnici, Sv. Lovrencu na Pohorju in Sv. Benediktu v Slovenskih Goricah kot kaplan. Leta 1925 je postal župnik pri Sv. Lovrencu na Pohorju, kjer je ostal do smrti leta 1977.
Bil je dober poznavalec klasičnih (grščine in latinščine) in evropskih jezikov (nemščine, francoščine, italijanščine, češčine, poljščine, ruščine, srbohrvaščine). Župnik Franc Gomilšek ga je spodbudil k prevajanju. Priredil naj bi nad 60 ljudskih iger, okoli 30 pa jih je dal natisniti v Mariboru. Ker je bila njegova zapuščina uničena med drugo svetovno vojno, ni mogoče natančno ugotoviti katere tekste je priredil.
Domnevno je napisal pesmi Lurška pastirica, Žrtev spovedne molčečnost, Pasijon, Podrti križ, Križ in sovjetska zvezda, Masabjelska gospa, Dekle s Pohorja, Micka premisli se in Rožmarin.